# Капоэйра Режионал
Капоэ́йра Режиона́л (порт. Capoeira Regional) — школа капоэйры, основанная мастером Бимбой.

## История
В XIX веке капоэйристы наводили ужас на улицах бразильских городов (особенно в Рио-де-Жанейро), а практика капоэйры порицалась обществом и была запрещена уголовным кодексом. Однако в начале XX века победы капоэйристов на ринге вызвали такой сильный интерес в обществе и особенно среди «золотой молодёжи», что уже в 1910—1920—х годах появились кариокские мастера, развивающие капоэйру в качестве бразильского вида спорта, который стал широко известен как Национальная Гимнастика (порт. Gynástica Nacional). В это же время на волне полпулярности Национальной Гимнастики в Салвадоре начинает свою деятельность мастер Бимба.
В 1928 году Бимба оставляет регулярную работу в доках и начинает обучать капоэйре профессионально, давая частные уроки представителям высшего класса. Будучи признанным мастером он продолжает искать, разрабатывать, совершенствовать движения и приёмы, методы обучения. Он дистанцируется от столичной Национальной Гимнастики и создаёт собственную школу под названием «Региональная Баиянская Борьба» (порт. Luta Regional Bahiana) или региональная капоэйра — Капоэйра Режионал (порт. Capoeira Regional).
В 1932 году у Бимбы начал заниматься Сизнанду. Талантливый ученик привлёк к занятиям однокурсников — студентов медицинского факультета Университета Баии (FMB-UFBA), и организовал клуб «Апоретический Союз» (порт. Uniao em Apuros). Впоследствии клуб вырос в Региональный Центр Физической Культуры (порт. Centro de Cultura Física Regional), зарегистрированный правительством 09 июля 1937 и, таким образом, ставший первым учреждением, где можно было легитимно заниматься капоэйрой.
Уже на ранних этапах становления школа имела проработанную методику, позволяющую обучать капоэйре быстро, качественно, массово.
Рекламируя Капоэйру Режионал Бимба и его ученики многократно демонстрировали бойцовские навыки в драках и вале-тудо.

## Описание

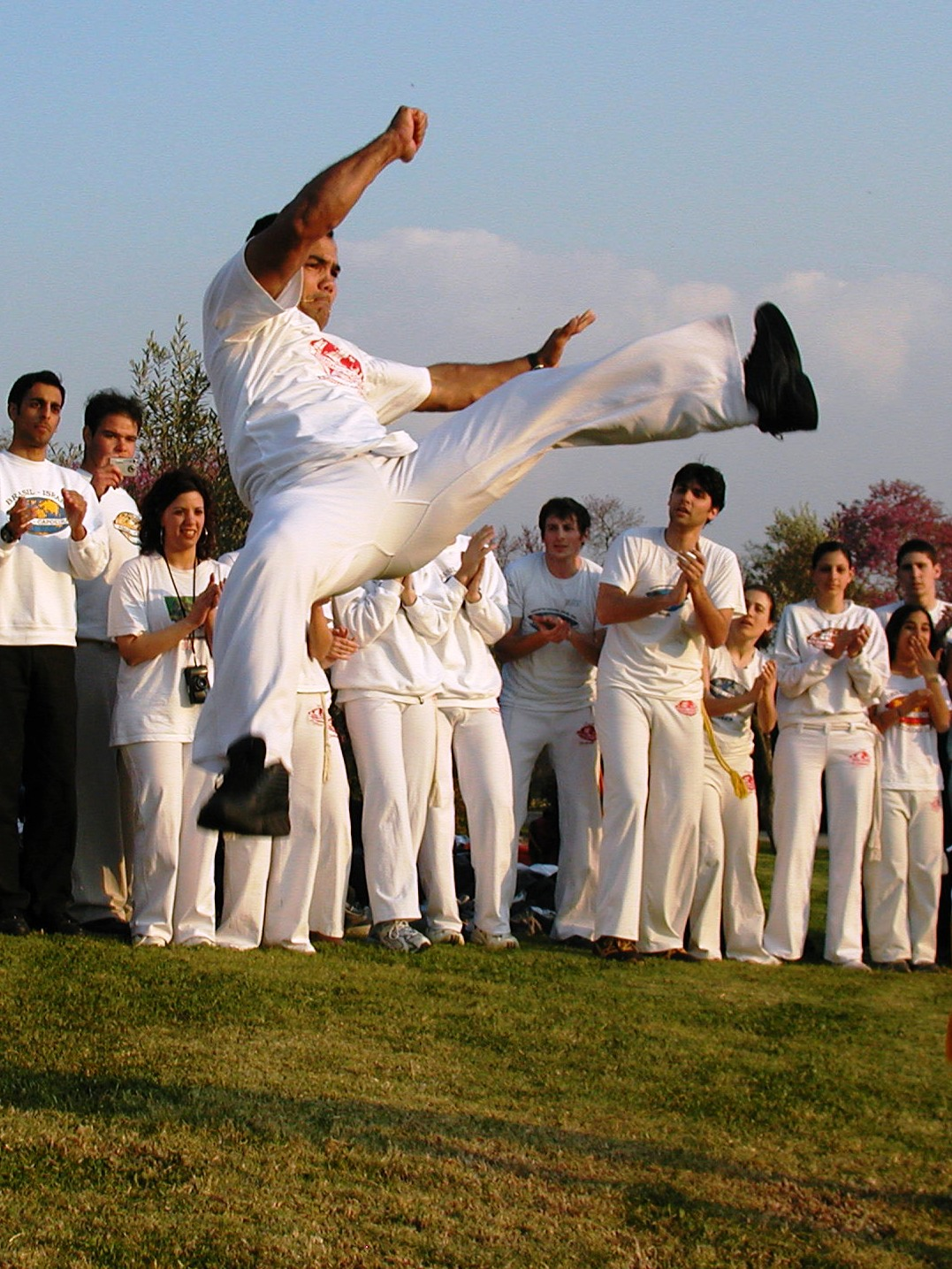
Движение парафуссо, капоэйра режионал

Направление отличается проработанной методологией преподавания и быстрой подготовкой вполне функциональных игроков. Капоэйра Режионал является прародительницей или неотъемлемой частью большинства направлений современной капоэйры (см. Капоэйра Контемпоранеа), однако в чистом виде на сегодняшний день практически нигде не преподаётся, за редким исключением.
Характерными особенностями стиля являются:
- особое взаимоотношение между старшими (более опытными) капоэйристами и младшими;
- особая оценка уровня мастера не по его действиям и технике, а по уровню его учеников;
- специфический психологический подход во взаимоотношениях с окружающим миром для человека, достойного оценивать себя в той или иной ситуации, как «режионал» или «не режионал»;
- особая методика ведения занятия, постановки задач, целей и акцентов на занятиях;
- начальная база — порт. Seqüências de Ensino de Mestre Bimba (8 секвенсов-уроков-последовательностей), практикуемых на каждом занятии, независимо от уровня мастерства;
- базовые уроки, гармонично продолжающие упомянутые 8 секвенсов, с общим названием порт. Cintura desprezada;
- вступительный экзамен (порт. exame de admissão);
- специализированный курс (порт. curso de especialização);
- выпуск (порт. formatura);
- наличие ритуала т. н. «крещения» при переходе на определённый уровень владения мастерством (порт. batizado);
- в музыкальном плане Режионал отличается особым набором toques (ритмов и мелодий беримбау), формирующих основополагающие принципы обучения в роде Режионал:

1. порт. Hino de Capoeira Regional
2. порт. Banguela de Bimba
3. порт. Banguela Dobrada de Bimba
4. порт. Idalina de Bimba
5. порт. Sao Bento Pequeno de Bimba
6. порт. Sao Bento Grande de Bimba
7. порт. Santa Maria de Bimba
8. порт. Cavalaria
9. порт. Samango
10. порт. Iuna de Regional
11. порт. Amazonas de Bimba

### Свод правил и действий, принятых в Режионале де Бимба
- один беримбау и две пандейры (порт. charanga);
- играть близко (на расстоянии вытянутой руки);
- не делать акробатики и прыжковых ударов — Режионал состоит из базовых ударов (порт. golpes básicos), травмирующих ударов (порт. golpes traumatizados) и ударов, наносимых посредством изворотливости из любого неуравновешенного положения любой частью тела (порт. golpes equilibrantes);
- не касаться головой или ягодицами пола (земли);
- не делать шамад;
- вход в игру через ау по парам;
- всегда делать жингу (не останавливаться и не блокировать игру);
- всегда уклоняться от удара, не блокировать его (не прерывать игру);
- не бороться (не останавливать игру);
- движения атаки и защиты должны быть слитными, иметь цель и смысл, но не заряд (игра — не драка).

### 9 правил местре Бимбы
1. Бросай курить. Запрещено курить в течение тренировок (порт. Deixe de fumar. È proibido fumar durante os treinos)
2. Бросай пить. Употребление алкоголя нарушает мышечный метаболизм (порт. Deixe de beber. O uso do álcool prejudica o metabolismo muscular)
3. Избегай показывать своим друзьям за пределами роды капоэйры свои достижения. Помни, что неожиданность — лучший союзник в бою. (порт. Evite demonstrar aos seus amigos de fora da roda da capoeira os seus progressos. Lembre-se que a surpresa é a melhor arma de uma luta)
4. Избегай разговаривать на протяжении тренировки. Ты платишь за время, которое проводишь в школе, и, наблюдая других бойцов, научишься большему. (порт. Evite conversa durante o treino. Você está pagando pelo tempo que passa na academia e observando os outros lutadores, aprenderá mais)
5. Всегда делай джингу (порт. Procure gingar sempre)
6. Ежедневно повторяй основные упражнения. (порт. Pratique diariamente os exercícios fundamentais)
7. Не бойся приближаться к сопернику. Чем ближе к нему удержишься, тем лучше научишься (порт. Não tenha medo de se aproximar do oponente; quanto mais próximo se mantiver, melhor aprenderá)
8. Всегда держи тело расслабленным (порт. Conserve sempre o corpo relaxado)
9. Лучше быть битым в роде, чем на улице (порт. É melhor apanhar na «roda» que na rua)